# 石川県立平和町養護学校
石川県立平和町養護学校（いしかわけんりつ へいわまちようごがっこう）は、かつて石川県金沢市平和町にあった県立養護学校。

## 所在地
- 石川県金沢市平和町1-2-28

## 学部
- 小学部
- 中学部

## 沿革
- 1979年 - 独立して石川県立養護平和分校として開校。
- 1982年 - 石川県立平和町養護学校となる。
- 1986年 - 平和町に移転。
- 2003年 - 石川県立総合養護学校として移転。
- 2011年 - 跡地には石川県平和町庁舎がオープン。